# Championnats du monde de VTT et de trial 2002
Navigation
Vail 2001 Lugano 2003
Les championnats du monde de VTT et de trial 2002 se sont déroulés à Kaprun en Autriche du 28 août au 1er septembre 2002. En VTT, l'épreuve de dual slalom est remplacée par l'épreuve de four-cross.

## Médaillés

### Cross-country
| Épreuves                                    | Or                                                          | Or              | Argent                                                                     | Argent       | Bronze                                                               | Bronze       |
| ------------------------------------------- | ----------------------------------------------------------- | --------------- | -------------------------------------------------------------------------- | ------------ | -------------------------------------------------------------------- | ------------ |
| Hommes résultats détaillés                  | Roland Green                                                | 2 h 19 min 02 s | Filip Meirhaeghe                                                           | + 19 s       | Thomas Frischknecht                                                  | + 1 min 45 s |
| Femmes résultats détaillés                  | Gunn-Rita Dahle                                             | 2 h 14 min 05 s | Anna Szafraniec                                                            | + 1 min 23 s | Sabine Spitz                                                         | + 2 min 48 s |
| Hommes, moins de 23 ans résultats détaillés | Julien Absalon                                              | 1 h 59 min 01 s | Ralph Näf                                                                  | + 2 min 32 s | Ryder Hesjedal                                                       | + 3 min 33 s |
| Hommes, juniors résultats détaillés         | Trent Lowe                                                  | 1 h 17 min 14 s | Yury Trofimov                                                              | + 1 min 58 s | Tony Longo                                                           | + 2 min 13 s |
| Femmes, juniors résultats détaillés         | Lisa Mathison                                               | 1 h 14 min 08 s | Elisabeth Osl                                                              | + 2 min 31 s | Petra Bublová                                                        | + 3 min 35 s |
| Relais mixte résultats détaillés            | Canada Ryder Hesjedal Alison Sydor Roland Green Max Plaxton | 1 h 43 min 36 s | France Julien Absalon Laurence Leboucher Jean-Eudes Demaret Cédric Ravanel | + 43 s       | Suisse Florian Vogel Thomas Frischknecht Petra Henzi Lukas Flückiger | + 1 min 24 s |

### Descente
| Épreuves                            | Or                     | Or            | Argent          | Argent   | Bronze            | Bronze    |
| ----------------------------------- | ---------------------- | ------------- | --------------- | -------- | ----------------- | --------- |
| Hommes résultats détaillés          | Nicolas Vouilloz       | 5 min 08.53 s | Steve Peat      | + 0.54 s | Chris Kovarik     | + 5.35 s  |
| Femmes résultats détaillés          | Anne-Caroline Chausson | 5 min 45.58 s | Fionn Griffiths | + 6.60 s | Missy Giove       | + 10.56 s |
| Hommes, juniors résultats détaillés | Samuel Hill            | 5 min 22.01 s | Gee Atherton    | + 1.61 s | Justin Havukainen | + 2.61 s  |
| Femmes, juniors résultats détaillés | Emmeline Ragot         | 6 min 27.40 s | Claire Bauchet  | + 7.59 s | Diana Marggraff   | + 10.95 s |

### Four-cross
| Épreuves                   | Or                     | Argent         | Bronze          |
| -------------------------- | ---------------------- | -------------- | --------------- |
| Hommes résultats détaillés | Brian Lopes            | Cédric Gracia  | Eric Carter     |
| Femmes résultats détaillés | Anne-Caroline Chausson | Katrina Miller | Sabrina Jonnier |

### Trial
| Épreuves                                      | Or                  | Or     | Argent               | Argent | Bronze              | Bronze |
| --------------------------------------------- | ------------------- | ------ | -------------------- | ------ | ------------------- | ------ |
| Hommes 26 pouces résultats détaillés          | Kenny Belaey        | 8 pts  | Marc Vinco           | 9 pts  | Marc Caisso         | 10 pts |
| Hommes 20 pouces résultats détaillés          | Marco Hösel         | 11 pts | Juan Antonio Linares | 12 pts | Peter Barták        | 13 pts |
| Femmes résultats détaillés                    | Karin Moor          | 10 pts | Lucie Miramond       | 28 pts | Floriane Combe      | 36 pts |
| Hommes, juniors 26 pouces résultats détaillés | Giacomo Coustellier | 0 pts  | Gilles Coustellier   | 1 pts  | Marc Soulas         | 7 pts  |
| Hommes, juniors 20 pouces résultats détaillés | Gilles Coustellier  | 9 pts  | Diego Barrio Roa     | 11 pts | Giacomo Coustellier | 13 pts |
| Par équipes, 26 pouces                        | France              |        | Tchéquie             |        | Pologne             |        |
| Par équipes, 20 pouces                        | France              |        | Espagne              |        | Pologne             |        |